# Breitenbachplatz (Berlins tunnelbana)
Breitenbachplatz en station på linje U3 i Berlins tunnelbana. 
Stationen byggdes som del i Wilmersdorf-Dahlemer-Untergrundbahn mellan Wittenbergplatz och Thielplatz som öppnade för trafik 1913. 

## Galleri

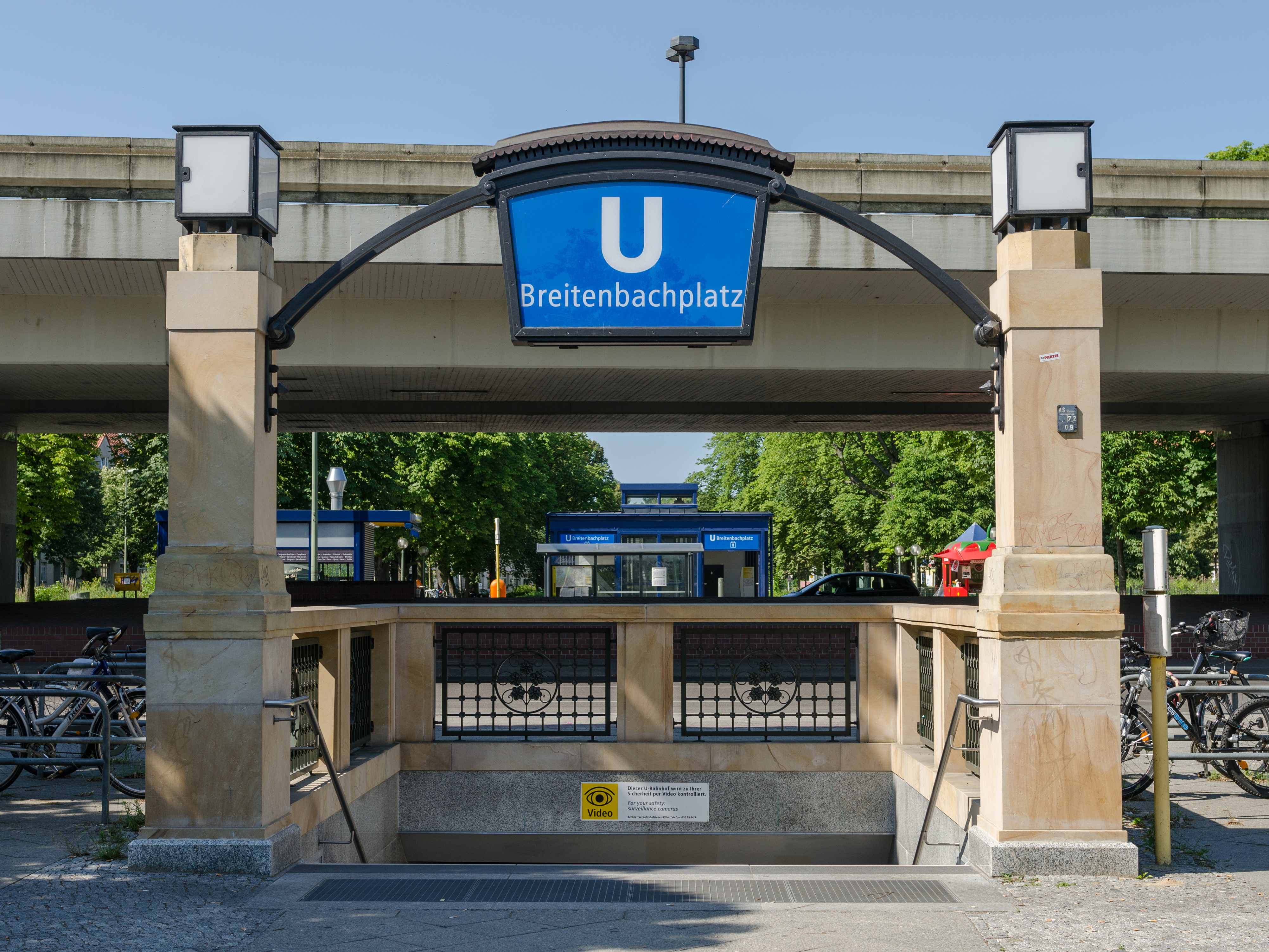
Den norra ingången till plattformen. Den mellersta ingången kan ses i bakgrunden.
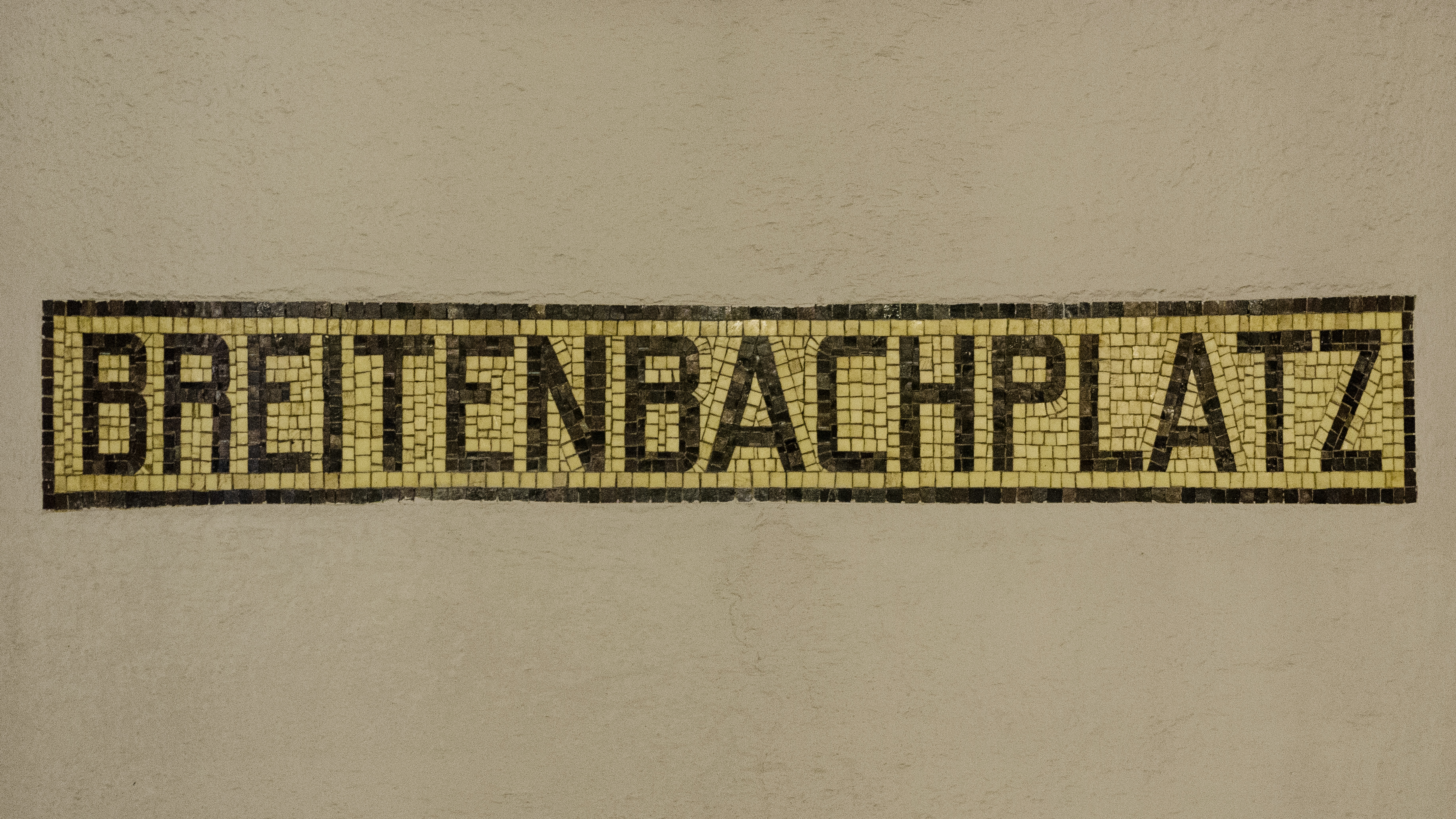
Stationens namn på plattformsnivå
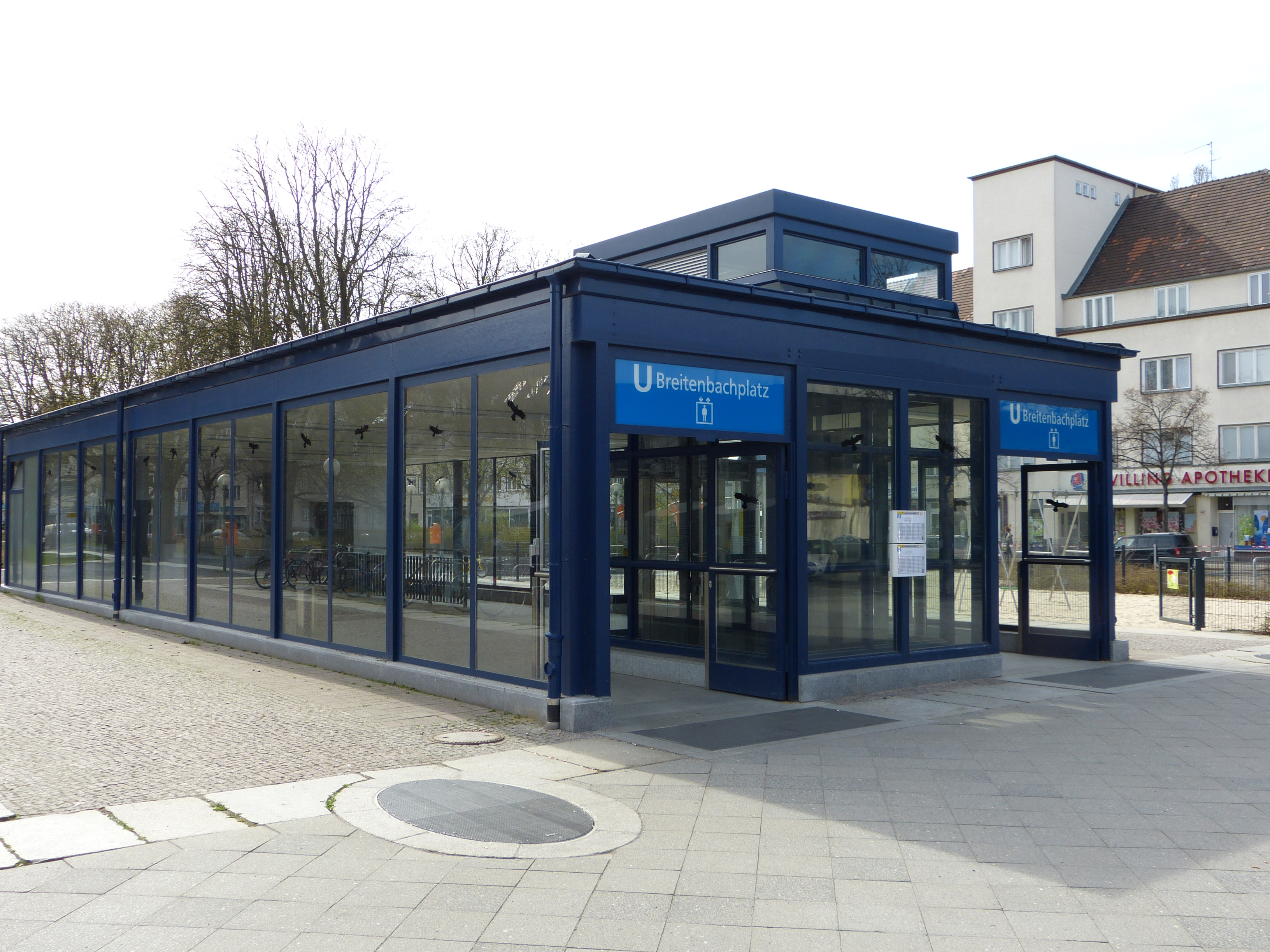
Den mellersta ingången med hiss
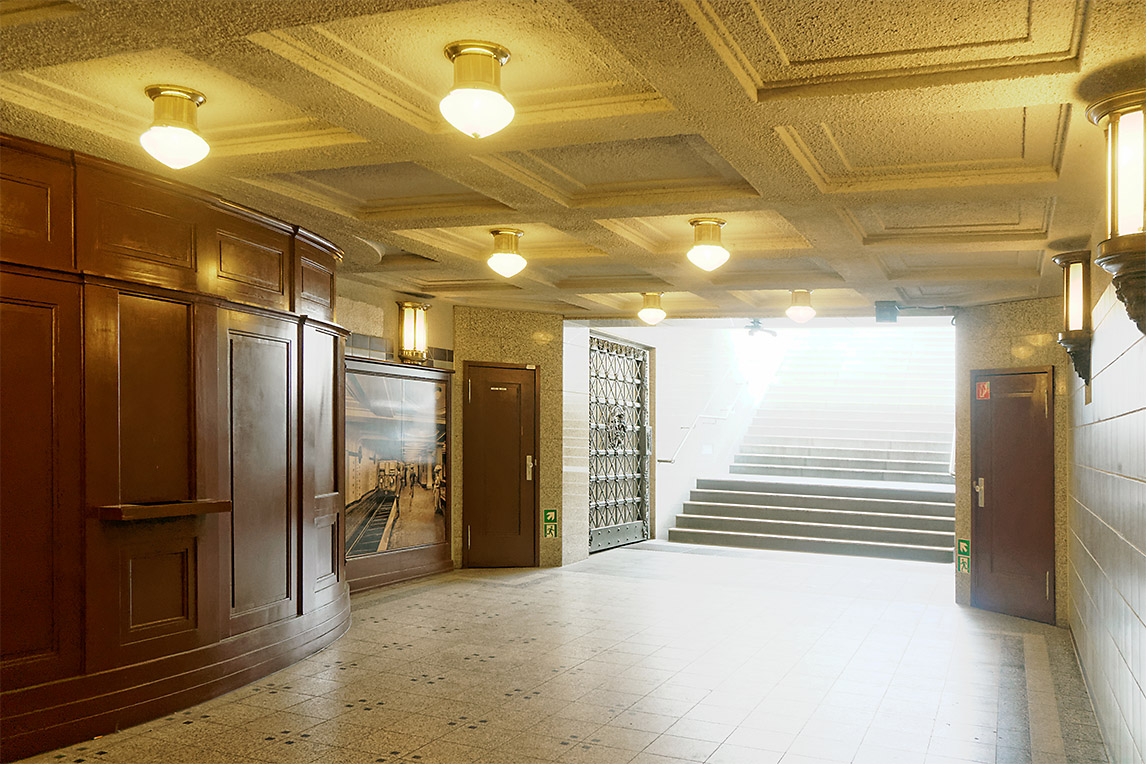
Den södra verandaen
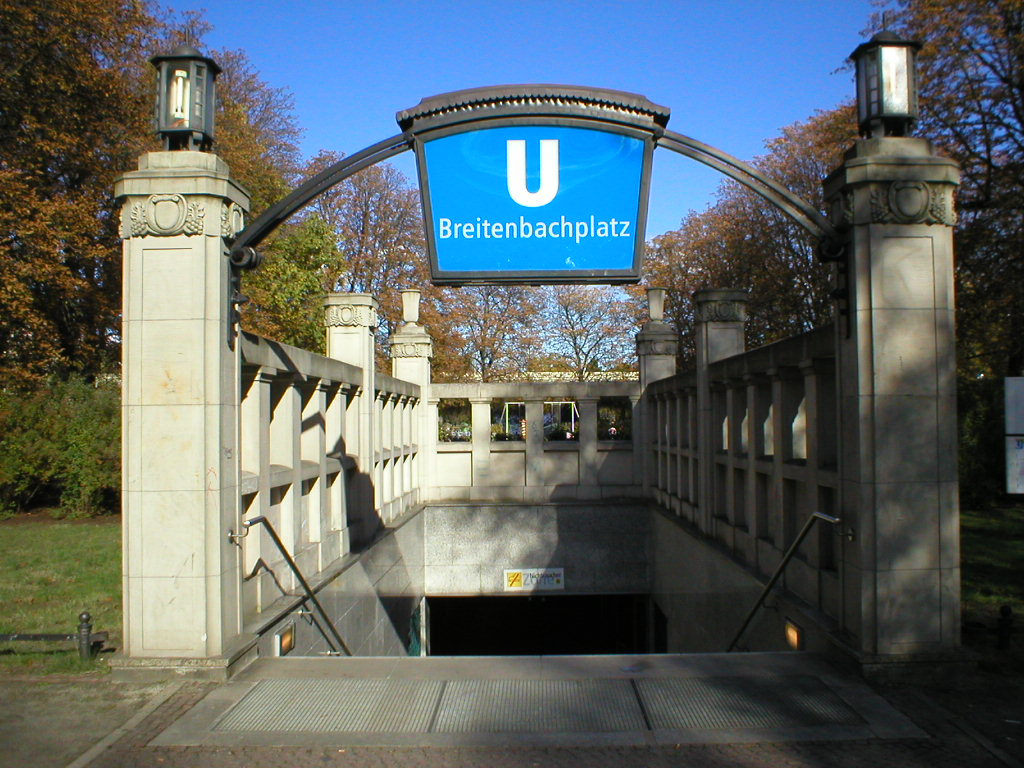
Den södra tillgången till plattformen
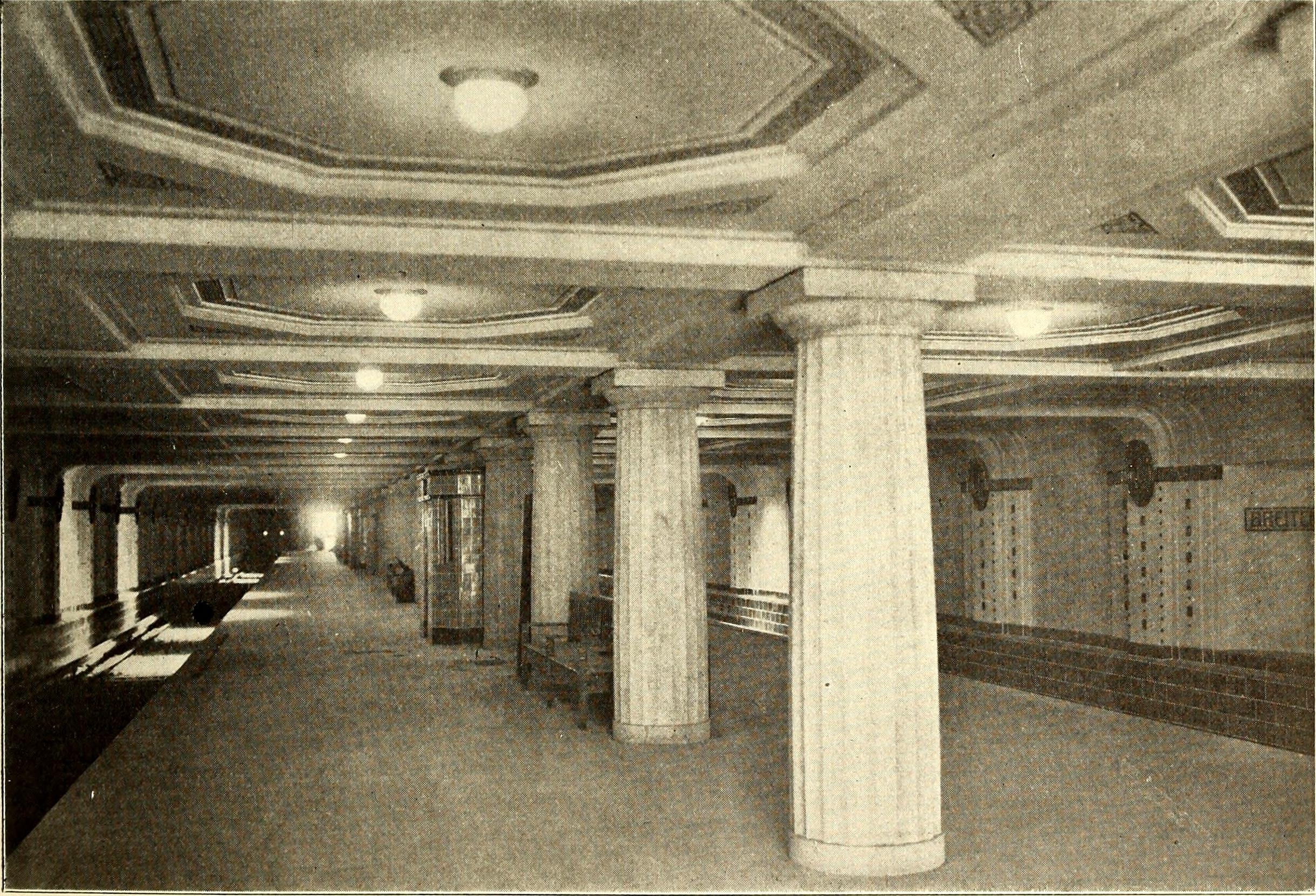
Plattformen 1914